# Республиканский референдум в Греции (1974)
Референдум о сохранении республики состоялся в Греции 8 декабря 1974 года. После краха военной хунты, правившей страной с 1967 года, вопрос о форме правления остался нерешенным. 29 июля 1973 года хунта провела референдум, в результате которого была упразднена монархия и учреждена республика. Однако, после падения военного режима новое правительство Константиноса Караманлиса решило провести еще один референдум о форме правления, так как правовые акты хунты были признаны недействительными. Новое правительство запретило бывшему королю Константину II возвращаться в Грецию для проведения кампании на референдуме, но правительство Караманлиса разрешило ему выступить с телеобращением к нации. Предложение об учреждении республики одобрили 69,2 % избирателей при явке 75,6 %.

## Кампания
17 ноября 1974 года в Греции прошли первые после падения хунты черных полковников парламентские выборы, на которых внушительную победу одержала партия «Новая демократия», основанная 6 октября того же года Константиносом Караманлисом. Было объявлено, что в начале декабря состоится референдум о форме правления.
Кампания по референдуму включала теледебаты, в которых находившийся в Лондоне бывший король Константин II представлял лагерь монархистов, в то время как те, кто выступал за республику, включали Мариоса Плоритиса, Леонидаса Киркоса, Федона Веглериса, Георгиоса Кумандоса, Александроса Панагулиса и Костаса Симитиса.
Официально, ни политические партии, ни их лидеры в кампании референдума не участвовали, а теледебаты были ограничены участием простых граждан, которые представляли ту или иную сторону. Как пишет исследователь В. Маркесинис, отсутствие в стране бывшего короля говорило о том, что данный референдум нельзя считать полностью «чистыми».
23 ноября 1974 года премьер-министр Константинос Караманлис обратился к своей парламентской партийной группе с просьбой занять нейтральную позицию по этому вопросу. Каждой из сторон давалось по две телетрансляции в неделю, а еще два послания транслировал бывший король; радиопередача 26 ноября и телеобращение 6 декабря.

## Результаты
В день референдума электорат в подавляющем большинстве проголосовал за республику. Крит отдал более 90 % голосов за республику, в то время как примерно в тридцати округах результат за республику составил около 60-70 %. Больше всего голосов монархисты получили на Пелопоннесе и Фракии — около 45 %. Округами с наибольшим количеством голосов за монархию были Лакония с 59,52 %, Родопы с 50,54 %, Месиния с 49,24 %, Элида с 46,88 % и Аргос с 46,67 %.
| Выбор                                        | Голоса    | %    |
| -------------------------------------------- | --------- | ---- |
| За                                           | 3 245 111 | 69,2 |
| Против                                       | 1 445 875 | 30,8 |
| Недействительных/пустых бюллетеней           | 28 801    |      |
| Всего                                        | 4 719 787 | 100  |
| Источник: Dieter Nohlen, Philip Stöver, 2010 |           |      |

## Последствия
При объявлении результатов референдума Караманлис сказал: «Сегодня был удалён рак из тела нации». 15 декабря 1974 года действующий президент Федон Гизикис подал в отставку, и Караманлис поблагодарил его за личный визит и в письменной форме за заслуги перед страной. 18 декабря 1974 года парламент назначил Михаила Стасинопулоса временным президентом страны.
Позже Караманлис скажет: «Я считаю плавное восстановление демократии в 1974 году своим главным политическим достижением».
В феврале 1988 года Константинос Мицотакис (будущий премьер-министр) заявил в интервью, данном в Лондоне, что, хотя он был республиканцем, способ проведения референдума был «несправедливым». Заявление Мицотакиса вызвало широкую критику в Греции в то время и обсуждалось в средствах массовой информации. Мицотакис во многих интервью называл Константина II «Королём».
В апреле 2007 года газета «To Vima» провела опрос, в котором только 11,6 % опрошенных желали, чтобы Греция снова стала монархией.